# RhB ABe 4/4 II

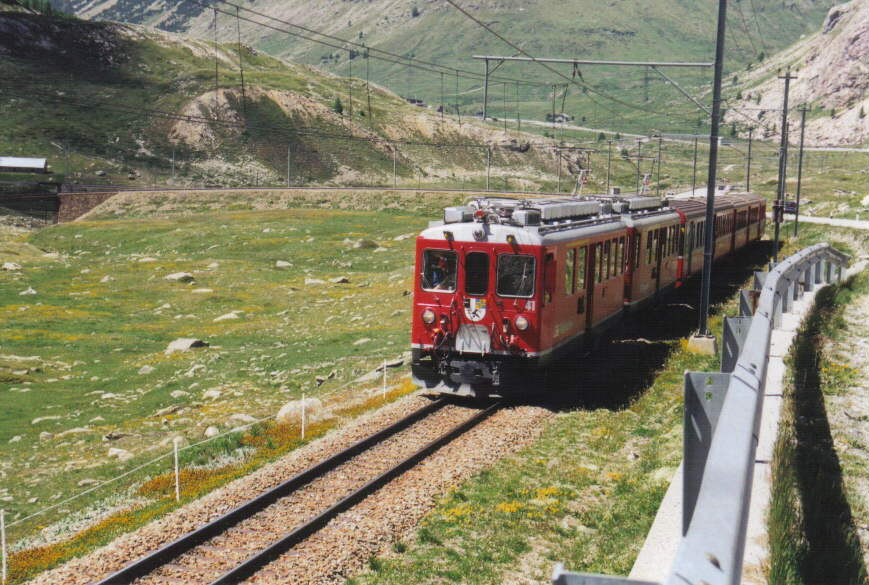
Deux ABe 4/4 II près d'Ospizio Bernina

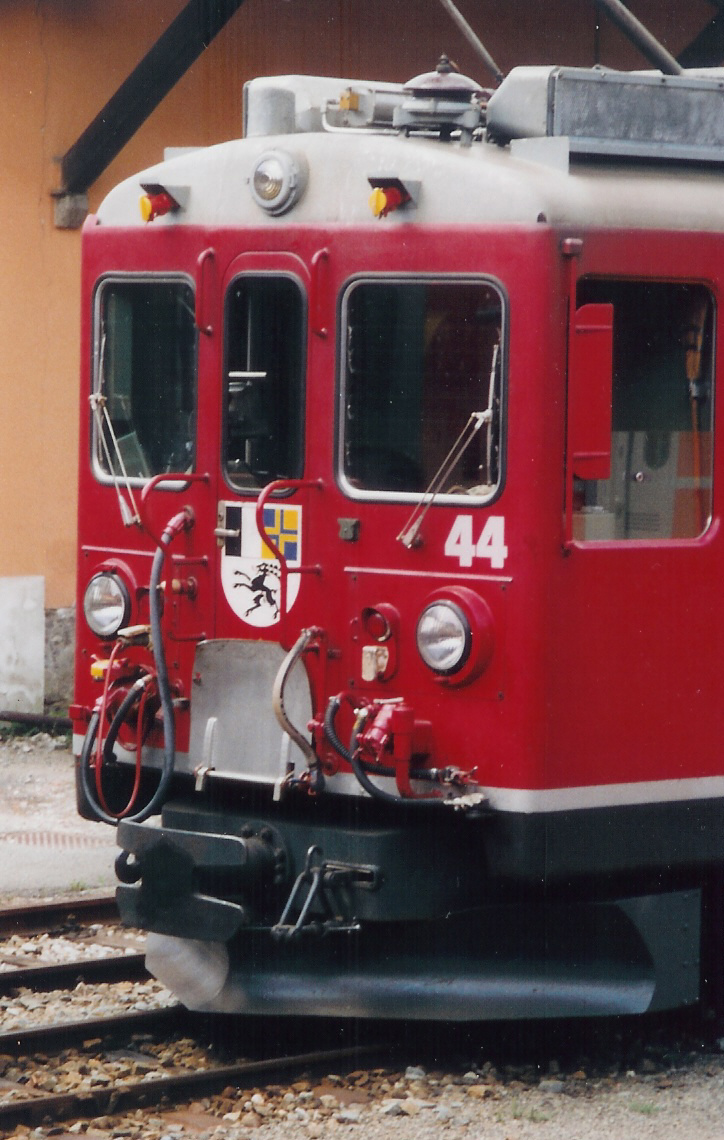
Face avant des ABe 4/4 II 44 dans leur dernière livrée

Les ABe 4/4 II sont des automotrices des chemins de fer rhétiques utilisées sur la ligne de la Bernina et portant les numéros 41 à 49 (motrice quaranta).

## Caractéristiques
Elles ont été livrées en deux séries : les n° 41 à 46 en 1964/65 et les trois autres en 1972. La SWS était chargée de construire la partie mécanique. L'équipement électrique fourni par la SAAS et BBC faisait appel à des technologies tout à fait classiques en courant continu : des contacteurs et des moteurs série. Ces automotrices sont les premiers matériels construits pour la ligne de la Bernina depuis son absorption par les RhB en 1943.
Elles peuvent atteindre la vitesse de 65 km/h, pèsent 41 à 43 tonnes et développent une puissance de 680 kW. Elles peuvent remorquer 70 t, les trains les plus lourds étant remorqués par deux automotrices.
La deuxième sous-série (47-49) se distingue de la première par une longueur augmentée de 35 cm et des bogies d'un type différent.
Ces engins n'ont pas vraiment été modifiés depuis leur mise en service. Ils proposent 12 places assises en 1re classe et 24 en 2e classe.
Les quatre moteurs de traction ont une tension nominale de 500 V. Ils sont donc couplés en série-parallèle (deux par deux), sauf au démarrage où ils sont tous les quatre en série. Le réglage de vitesse s'effectue cran par cran, des crans plein champ et quatre crans de shuntage sont disponibles. La commande en unités multiples est possible, y compris avec les locomotives bi-mode Gem 4/4 801–802 et avec les automotrices ABe 4/4 III 51–56 plus récentes. Il est possible de commander une fraise à neige électrique de la série Xrotet 9218–19 depuis la cabine de l'automotrice.
Après la fin du service d'été 2010 et la livraison de huit rames Allegra, les n° 41, 42 et 45 ont été détruites en novembre 2010, les 43 et 44 ont suivi à la mi-décembre. Les autres sont conservées comme véhicules de service (en remplacement des Xe 4/4 9922–24).

## Livrée
Bien que ces automotrices aient toujours été rouges, leur aspect extérieur a connu quelques variations. Les ABe 41–46 avaient à l'origine des bandeaux chromés, sur les ABe 47–49 ces bandeaux étaient peints. Ils étaient d'abord dorés, puis blancs. Le nom de l'exploitant était d'abord simplement abrégé en RhB, dès 1973 il figurait sous la forme du nouveau logo, et dès 1983 il fut inscrit sur les flancs dans les trois langues officielles (Rhätische Bahn, Ferrovia retica, Viafier retica) ; les marquages techniques ont également varié au cours du temps. La dernière modification intervint en 1988 avec la peinture du bas de caisse en gris foncé comme pour les ABe 4/4 III.

## Liste des ABe 4/4 II
| Numéro | Mise en service | État                                                               |
| ------ | --------------- | ------------------------------------------------------------------ |
| 41     | 1964            | détruite en novembre 2010                                          |
| 42     | 1964            | détruite en novembre 2010                                          |
| 43     | 1964            | détruite en décembre 2010                                          |
| 44     | 1964            | détruite en décembre 2010                                          |
| 45     | 1964            | détruite en novembre 2010                                          |
| 46     | 1965            | En service                                                         |
| 47     | 1972            | En service                                                         |
| 48     | 1972            | Devenue Xe 4/4 232 01 en juin 2012                                 |
| 49     | 1972            | Devenue Xe 4/4 232 02 en décembre 2014, puis Xe 4/4 272 01 en 2015 |